# Василий (Блацос)
Митрополи́т Васи́лий (греч. Μητροπολίτης Βασίλειος, в миру Хри́стос Бла́цос, греч. Χρήστος Μπλάτσος; 1923, Аргос — 3 октября 2012) — епископ Иерусалимской православной церкви, митрополит Кесарийский, ипертим и экзарх Первой Палестины (1975—2012).

## Биография
В 1939 году прибыл в Иерусалим. Окончил греческую и английскую гимназии епископа Кобата (Bishop Cobat School Gymnasiums).
В 1946 году пострижен в монашество и в том же году рукоположён во иеродиакона архиепископом Неапольским Пантелеимоном (Афанасиадисом). Преподавал в гимназии.
В 1950 году окончил Богословский факультет Афинского университета.
В 1954 году рукоположён во иеромонаха митрополитом Севастийским Афинагором и, будучи возведён в достоинство архимандрита, назначен главным редактором журнала «Νέα Σιών» (Новый Сион).
8 января 1956 года по 1981 годы — старший генеральный секретарь Священного Синода.
26 августа 1962 года состоялась его хиротония во епископа Иорданского c возведением в сан архиепископа, которую совершили: патриарх Иерусалимский Венедикт (Пападопулос), митрополит Драмский Филипп (Цорвас), архиепископ Фаворский Виссарион (Векиарис), архиепископ Филадельфийский Епифаний (Папавасилиу), архиепископ Газский Стефан (Баласкас).
20 августа 1975 года возведён в сан митрополита первопрестольной митрополии Кесарийской.
В 1981 году назначался патриаршим эпитропом (местоблюстителем). Как представитель Иерусалимской Церкви принимал участие в различных совещаниях, посетил каждый православный Патриархат и Эфиопскую Церковь.
В 2005 году вновь назначен патриаршим эпитропом. В мае 2005 года Синод Иерусалимского Патриархата под его председательством принял решение о низложении Патриарха Иринея.
Скончался 2 октября 2012 года. 3 октября, в храме мученицы Феклы состоялось отпевание, которое совершил Иерусалимский Патриарх Феофил III в сослужении епископата и духовенства Иерусалимской Патриархии. Похоронен в лавре Саввы Освященного.